# 灰茎节肢蕨
灰茎节肢蕨（学名：Arthromeris himalayensis var. niphoboloides）为水龙骨科节肢蕨属下的一个变种。